# 沃濟利夫
48°51′19″N 25°18′41″E / 48.85528°N 25.31139°E
沃濟利夫（烏克蘭語：Возилів）是位於烏克蘭西部特諾皮爾州裏喬爾特基夫區的村莊，處於德涅斯特河畔，距離斯諾維季夫1.5公里，面積2.64平方公里，2001年人口1,204。